# Медаль «За борьбу против фашизма» (ГДР)
Медаль «За борьбу против фашизма с 1933 по 1945» (нем. Medaille für Kämpfer gegen den Faschismus 1933 bis 1945) — награда Германской Демократической Республики за активное участие в немецком сопротивлении нацизму.

## История
Награда была учреждена 22 февраля 1958 года Советом министров за награждение участвовавшим в сопротивлении нацистскому режиму (заключённые в тюрьмы или концентрационные лагеря или приговорённые к каторжным работам за убеждения, политические эмигранты, а также члены интернациональных бригад), а также за службу в Национальном комитете «Свободная Германия», как в случае с Арно фон Ленски (почётного члена Народной судебной палаты, а впоследствии — генерал-майора Национальной народной армии ГДР).
Медаль с грамотой вручалась председателем Совета Министров. Начиная с 1964 года, все её обладатели получали премию в размере 600 марок.

## Описание награды
Медаль серебряная, диаметром 32 мм. На аверсе изображены повёрнутые влево профили Рудольфа Брайтшейда (сзади) и Эрнста Тельмана (спереди), окруженных надписью «KÄMPFER GEGEN FASCHISMUS» («Борец с фашизмом»). На реверсе герб ГДР, окружённый надписью «VORWÄRTS UND NICHT VERGESSEN» («Вперёд и ввысь») и годамм «1933» и «1945».
Медаль носилась на левой стороне груди на прямоугольной клипсе с красной лентой, первоначально шириной 28 мм, а с 1959 года уменьшенной до 24 мм. В ленту вплетена черные, красные и золотые вертикальные полосы высотой 7,5 мм. Ленточная планка имела такой же вид.

## Известные получатели
- 1958:
  - Герман Аксен
  - Арно фон Ленски
  - Петер Флорин
  - Грета Кукхоф
  - Генрих Рау
  - Эльфрида Пауль